# Radical de Bring
En àlgebra, un radical de Bring (pel professor suec Erland Samuel Bring) o ultraradical d'un nombre complex {\displaystyle a} és l'arrel del polinomi
{\displaystyle x^{5}+x+a.\,}
L'arrel s'escull de forma que el radical d'un nombre real sigui real i que el radical sigui una funció diferenciable de {\displaystyle a} en el pla complex.
George Jerrard va demostrar que algunes equacions quíntiques es poden resoldre en forma tancada utilitzant radicals i radicals de Bring,

## Forma normal de la quíntica
És molt difícil obtenir solucions directes de l'equació quíntica amb cinc coeficients independents en la seva forma més general:
{\displaystyle x^{5}+a_{4}x^{4}+a_{3}x^{3}+a_{2}x^{2}+a_{1}x+a_{0}=0\,}
Els diferents mètodes per resoldre la quíntica que s'han desenvolupat, intenten simplificar-la utilitzant una transformació de Tschirnhaus per reduir el nombre de coeficients independents.

## Forma Principal de la quíntica
La forma normal de la quíntica es pot reduir en la que es coneix com a forma principal de la quíntica, eliminant els coeficients de tercer i quart grau:
{\displaystyle x^{5}+c_{2}x^{2}+c_{1}x+c_{0}=0\,}
Si les arrels d'una quíntica normal i una principal estan relacionades per una transformació de Tschirnhaus quadràtica
{\displaystyle y_{k}=x_{k}^{2}+\alpha x_{k}+\beta \,}
els coeficients {\displaystyle \alpha } i {\displaystyle \beta } es poden determinar utilitzant resultants o per suma de les potències de les arrels. Això condueix a un sistema d'equacions en {\displaystyle \alpha } i {\displaystyle \beta }, consistent en una equació quadràtica i una lineal, i qualsevol dels dos seus conjunts de solucions es pot fer servir per a obtenir els tres coeficients de la quíntica principal.
Aquesta forma va ser utilitzada per Felix Klein per solucionar la quíntica.

## Forma de Bring-Jerrard
És possible simplificar encara més i eliminar el terme quadràtic i obtenint la forma de Bring-Jerrard:
{\displaystyle x^{5}+d_{1}x+d_{0}=0\,}
El intent no funciona utilitzant altre cop la fórmula de la suma de potències amb una transformació de Tschirnhaus cúbica, ja que el sistema d'equacions resultant conté una equació de sisè grau.
El 1796 Erland Samuel Bring va trobar un mètode utilitzant una transformació de Tschirnhaus quàrtica per relacionar les arrels de la quíntica principal amb les de la forma de Bring-Jerrard:
{\displaystyle z_{k}=x_{k}^{4}+\alpha x_{k}^{3}+\beta x_{k}^{2}+\gamma x_{k}+\delta \,}
El paràmetre addicional que s'obté d'aquesta transformació de quart ordre va permetre Bring disminuir el grau dels altres paràmetres, proporcionant-li un sistema de cinc equacions amb sis incògnites en les que només hi ha equacions cúbiques i quadràtiques. Aquest mètode també va ser descobert per George Jerrard el 1852, però és probable que no estigués assabentat del treball previ de Bring en aquest aspecte.